# Eriopyga thermistis
Eriopyga thermistis är en fjärilsart som beskrevs av Druce 1905. Eriopyga thermistis ingår i släktet Eriopyga och familjen nattflyn. Inga underarter finns listade i Catalogue of Life.